# Ectropis intermedia
Ectropis intermedia là một loài bướm đêm trong họ Geometridae.